# Hills (canção de Kim Petras)
"Hills" é uma canção da cantora alemã Kim Petras, lançada em 22 de setembro de 2017 e conta com a participação do artista norte-americano Baby E. A canção faz parte do projeto não oficial da artista, Era 1.
Na música, Kim fala sobre sua vida desde que vive em Hollywood (nas montanhas). Ela fala com um interesse romântico sobre suas aventuras juntos e usa duplo significado para falar sobre como eles usam drogas e fazem sexo.